# サン＝ポール＝カップ＝ド＝ジュー
サン＝ポール＝カップ＝ド＝ジュー （Saint-Paul-Cap-de-Joux）は、フランス、オクシタニー地域圏、タルヌ県のコミューン。

## 歴史
1891年以前は、コミューンはサン＝ポール＝ド＝ダミアット（Saint-Paul-de-Damiatte）と呼ばれていた。
1585年、サン＝ポールの町をアンリ・ド・ナヴァールが通過している。のちのアンリ4世は、サン＝ポールにて、ラングドック総督であったアンリ1世・ド・モンモランシー（シャルロット＝マルグリット・ド・モンモランシーの父）とマニフェストに署名している。
ユグノー反乱さなかのブリアテクスト攻囲戦が行われていた1622年、サン＝ポールは地方におけるプロテスタント派首領、マローズ侯爵アンリ・ド・ブルボンの後方基地を務めていた。

## 人口統計
| 1962年 | 1968年 | 1975年 | 1982年 | 1990年 | 1999年 | 2005年 | 2014年 |
| ------ | ------ | ------ | ------ | ------ | ------ | ------ | ------ |
| 956    | 920    | 963    | 898    | 924    | 960    | 987    | 1103   |

参照元:1962年から1999年までは複数コミューンに住所登録をする者の重複分を除いたもの。それ以降は当該コミューンの人口統計によるもの。1999年までEHESS/Cassini、2006年以降INSEE。